# Mus goundae
Mus goundae es una especie de roedor de la familia Muridae.

## Distribución geográfica
Se encuentra en sólo en República Centroafricana.

## Hábitat
Su hábitat natural son: sabana húmeda.